# Saint-Hilaire (Górna Garonna)
Saint-Hilaire – miejscowość i gmina we Francji, w regionie Oksytania, w departamencie Górna Garonna.
Według danych na rok 1990 gminę zamieszkiwały 504 osoby, a gęstość zaludnienia wynosiła 80 osób/km² (wśród 3020 gmin regionu Midi-Pireneje Saint-Hilaire plasuje się na 589. miejscu pod względem liczby ludności, natomiast pod względem powierzchni na miejscu 1383.).